# Cristo Redentor dos Andes
O monumento ao  'Cristo Redentor'  é uma obra do escultor argentino Mateo Alonso que foi erguido na passagem de Uspallata,  na fronteira entre a Argentina e Chile a 3854 m acima do nível do mar, por iniciativa do Monsenhor Marcolino del Carmelo Benavente, Bispo de  San Juan de Cuyo, e de Ángela de Oliveira Cézar, irmã de Filiberto de Oliveira Cézar e cunhada de Eduardo Wilde, promotor da ideia.
Inaugurado em 13 de março de 1904, ele serviu para comemorar a superação pacífica de um conflito por questões de fronteira que havia levado os dois países à beira da guerra. Um fragmento do discurso do Bispo de Ancud, Ramón Ángel Jara, proferido naquele dia, resume a intenção e o simbolismo do monumento:  Estas montanhas vão colapso primeiro, antes que argentinos e chilenos quebrem a paz juramentada aos pés do Cristo Redentor.
Há uma réplica do monumento no "Palácio da Paz" em Haia, onde o Tribunal Internacional de Justiça ocorrem as sessões do tribunal. A obra foi declarada "Monumento Histórico Nacional" e "Patrimônio Cultural Nacional" pelo governo argentino em 2003.

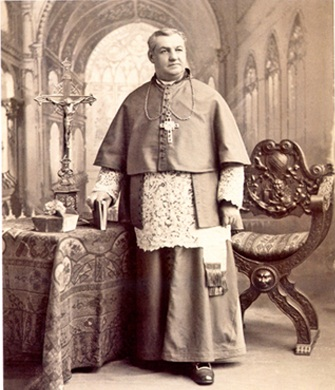
Fotografía do Monsenhor Ramón Ángel Jara em 1898 - Museo Histórico Nacional de Chile

## História

### Conflito de fronteiras entre Chile e Argentina
Durante a segunda metade do século XIX, a Argentina e o Chile, que atualmente compartilham 5.308 km de fronteira, mantiveram inúmeras discussões sobre quais deveriam ser os locais nos Andes onde deveria passar a fronteira entre os dois países.
Entre 1898 e 1904 ambas as nações aumentaram consideravelmente suas forças armadas: no Chile, onde o presidente  Federico Errázuriz governou, foram comprados um cruzador britânico, três destróieres e dois navios de guerra. Na Argentina, onde o presidente era Julio Argentino Roca, a Marinha adquiriu dois navios de guerra italianos.
Embora os dois presidentes tenham se reunido em fevereiro de 1899 para chegar a um acordo pacífico, no início do século XX, rumores de uma guerra se espalharam nos dois países. Pequenos incidentes foram exagerados e a imprensa encorajou o clima de guerra.

### Criação do Cristo
No início do século XX, o Papa Leão XIII dirigiu uma série de cartas encíclicas rezando por um mundo de paz e harmonia e exigindo maior devoção ao  Cristo Redentor. Levando em consideração este pedido e preocupados com a possibilidade de um conflito armado entre Argentina e Chile devido a um contencioso fronteiriço de longa data, o Dominicano e bispo da  San Juan de Cuyo Monsenhor Marcolino del Carmelo Benavente, prometeu publicamente, em 1900, realizar uma coleta para erigir uma estátua ao Cristo Redentor que lembrasse a mensagem de paz que Jesus havia trazido ao mundo.

 La forma que hemos determinado para manifestar la fe y la gratitud es erigir una estatua colosal en la cumbre de los Andes a Cristo Redentor
(A maneira que decidimos expressar fé e gratidão é erguer uma estátua colossal no topo da Cordilheira dos Andes ao Cristo Redentor).
Benavente obteve o bronze de antigos canhões e encomendou ao escultor Mateo Rufino Alonso  (nascido em 1878 em Buenos Aires) para fazer a estátua.
A ideia inicial do bispo era colocar a obra no Monte Panta, em frente ao Monumento Natural Puente del Inca em Mendoza, Argentina.
Terminada a efígie, ficou por algum tempo exposta no pátio do Colegio Lacordaire (que ocupava os blocos Esmeralda, Tucumán, Suipacha e Viamonte, em Buenos Aires), da ordem dominicana: a solução diplomática do conflito tirou o entusiasmo da ideia de instalá-lo na Cordilheira.

### Fim do conflito e mudança de planos

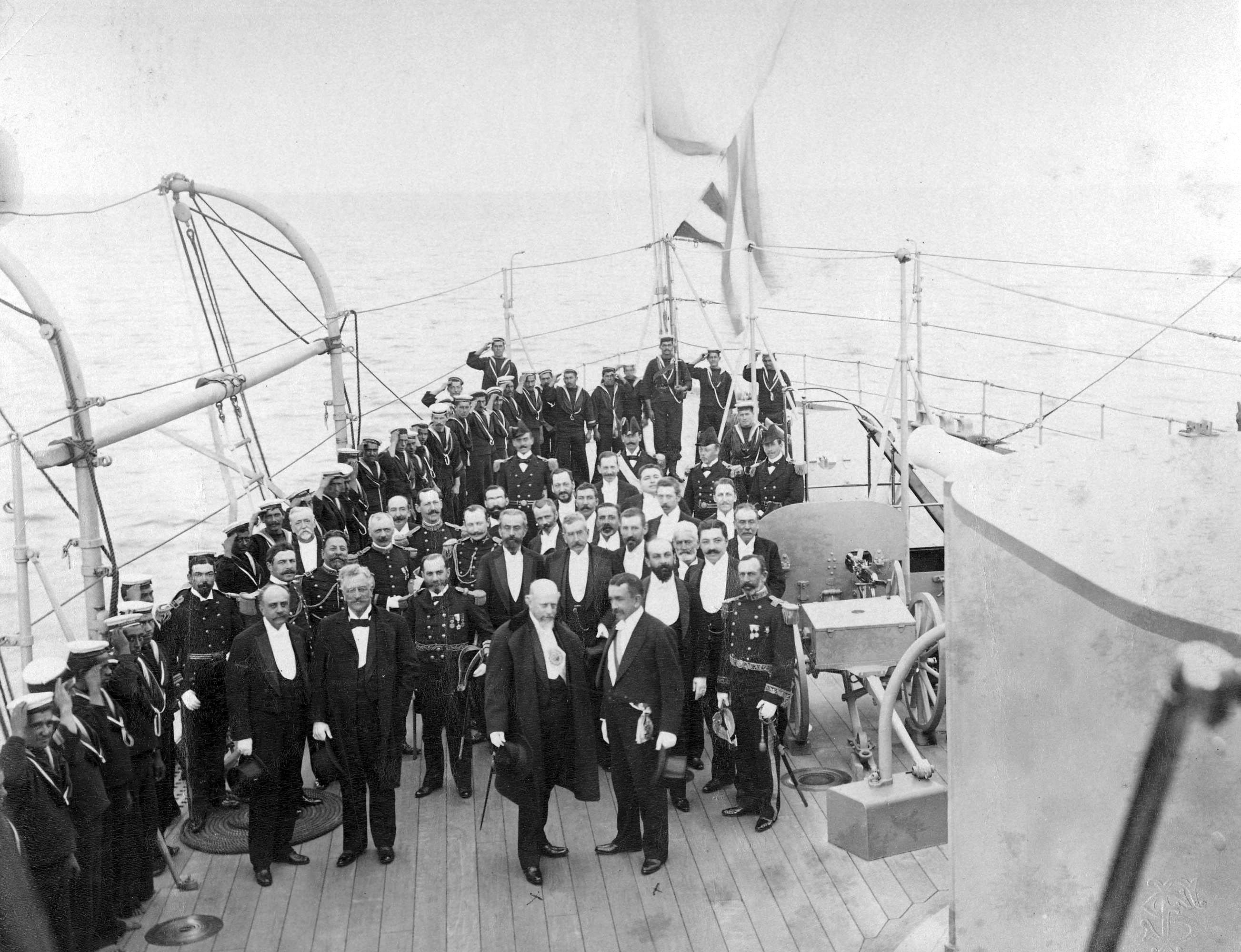
Os Presidentes Errázuriz e Roca se encontram no Estreito de Magalhães em 1899, no chamado " 'Abrazo del Estrecho' "

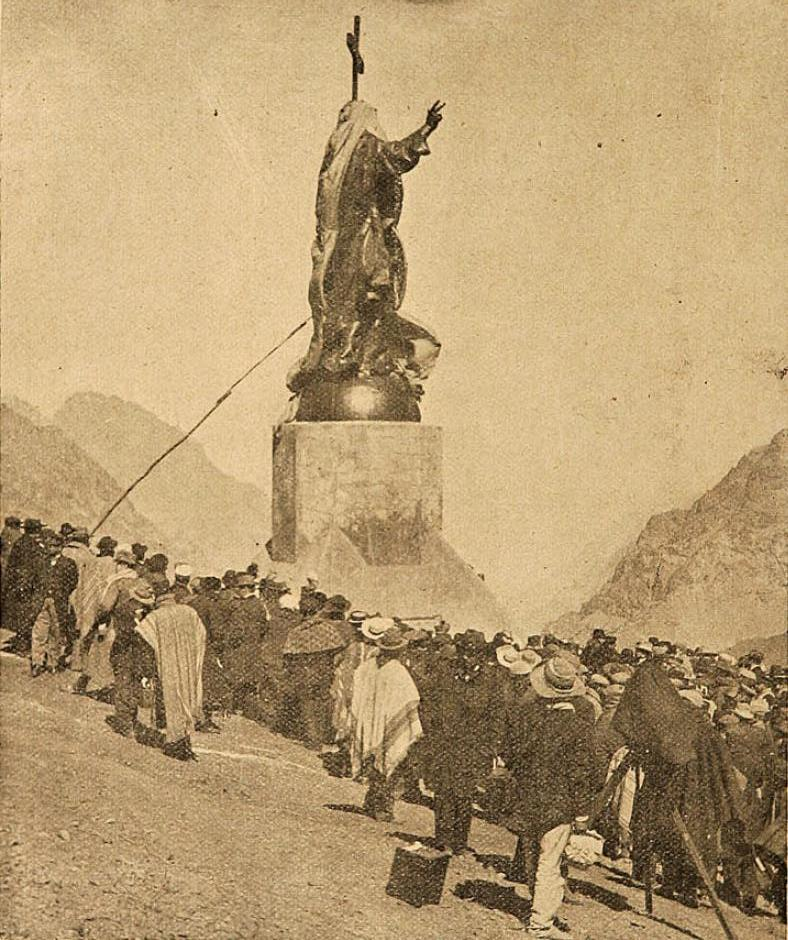
Inauguração do Cristo Redentor dos Andes em 1904

A ideia era que o dia da inauguração coincidisse com os 25 anos de Pontificado de Leão XIII, ou seja, em 20 de fevereiro de 1903. Mas uma série de acontecimentos mudaria a data e o destino da escultura: o 15 de setembro de 1899, a disputa pela Puna de Atacama foi resolvida em uma reunião entre Errázuriz e  Julio Roca no Estreito de Magalhães, denominada "Abrazo del Estrecho" (Abraço do Estreito). E em 28 de maio de 1902, ambas as repúblicas, em Santiago do Chile, finalmente chegaram a uma solução pacífica por meio dos chamados "Pactos de maio". Coube à Coroa Britânica decidir onde a fronteira passaria.
A amizade entre os dois países começou então a se consolidar, e a imprensa e a opinião pública passaram a contribuir para um clima favorável. Finalmente, o prêmio inglês foi produzido em 20 de novembro de 1902, com uma solução que foi acatada por ambos os países e que não atendeu às reivindicações da Argentina ou do Chile.
Entretanto, no colégio onde o Cristo estava exposto, reunia-se a "Associação das Mães Cristãs", presidida por Ángela de Oliveira Cézar de Costa (1860-1940), natural de Gualeguaychú (Entre Ríos), mas pertencentes à aristocracia de Buenos Aires, que considerou que, dadas as novas circunstâncias, seria uma boa ideia deslocar a estátua para a própria fronteira de ambos os países, no topo da Cordilheira dos Andes, no caso da assinatura da paz, como um símbolo de união entre as duas nações. Ela havia sofrido particularmente com a possibilidade de um conflito bélico, pois tinha um irmão general que estava na cordilheira se preparando para o que fora considerado uma guerra iminente.
Depois de apresentar sua proposta ao Bispo de San Juan de Cuyo, que a aceitou de bom grado, procurou convencer as autoridades de ambos os países.
Graças às suas influências (era amiga do presidente argentino Julio Argentino Roca), conseguiu que ele visitasse o colégio para ver a estátua em uma cerimônia que também contou com a presença de uma delegação chilena e, portanto, convenceu os governos da Argentina e do Chile de seu projeto. O dia da inauguração foi definido como 13 de março de 1904.
Angela então começou a se mobilizar para obter apoio e recursos por meio de assinatura pública; e junto com o Bispo Benavente, ela conseguiu a transferência da figura para a província de Mendoza para ser localizado no passo Cumbre del Bermejo. Por esta passagem, em 1817, de acordo com as ordens do General José de San Martín, parte do Exército dos Andes sob o comando do General Juan Gregorio de Las Heras cruzou para Chile, com o objetivo de acabar com o domínio espanhol e reinstaurar o governo de independência do Chile.

### A transferência do Cristo
O Cristo tem quase 7 metros de altura e pesa 4 toneladas. Seu pedestal foi desenhado pelo engenheiro mendocino Juan Molina Civit a partir de um esboço do escultor. Sua altura era de 6 metros de altura e foi construído em concreto e aço laminado para suportar os fortes ventos da serra. Nele você pode ver duas senhoras em túnicas, que abraçam e representam a união dos dois povos. Para fazê-los, Alonso se inspirou nos retratos da primeira-dama do Chile, María Errázuriz Echaurren de Riesco, e Ángela de Oliveira Cézar.
Em 1904, as peças de bronze do Cristo foram transportadas por 1.200 km de trem para perto da pequena cidade argentina de Las Cuevas e, em seguida, foram carregadas nas costas de mula para a cimeira andina, a 3854 m acima do nível do mar. Em 15 de fevereiro de 1904 o pedestal de granito projetado por Civit foi concluído, a obra sendo dirigida pelo Engenheiro Conti, com cerca de cem operários trabalhando em sua construção. O escultor Mateo Alonso dirigiu os trabalhos de montagem das peças que compõem o Cristo. A figura de Jesus foi colocada de forma que ele olhasse ao longo da linha divisória, de pé no meio de um globo. Com a mão esquerda ele segura a cruz de 7 metros de altura, apoiada no hemisfério terrestre, e com a direita parece conceder a bênção.

### A inauguração

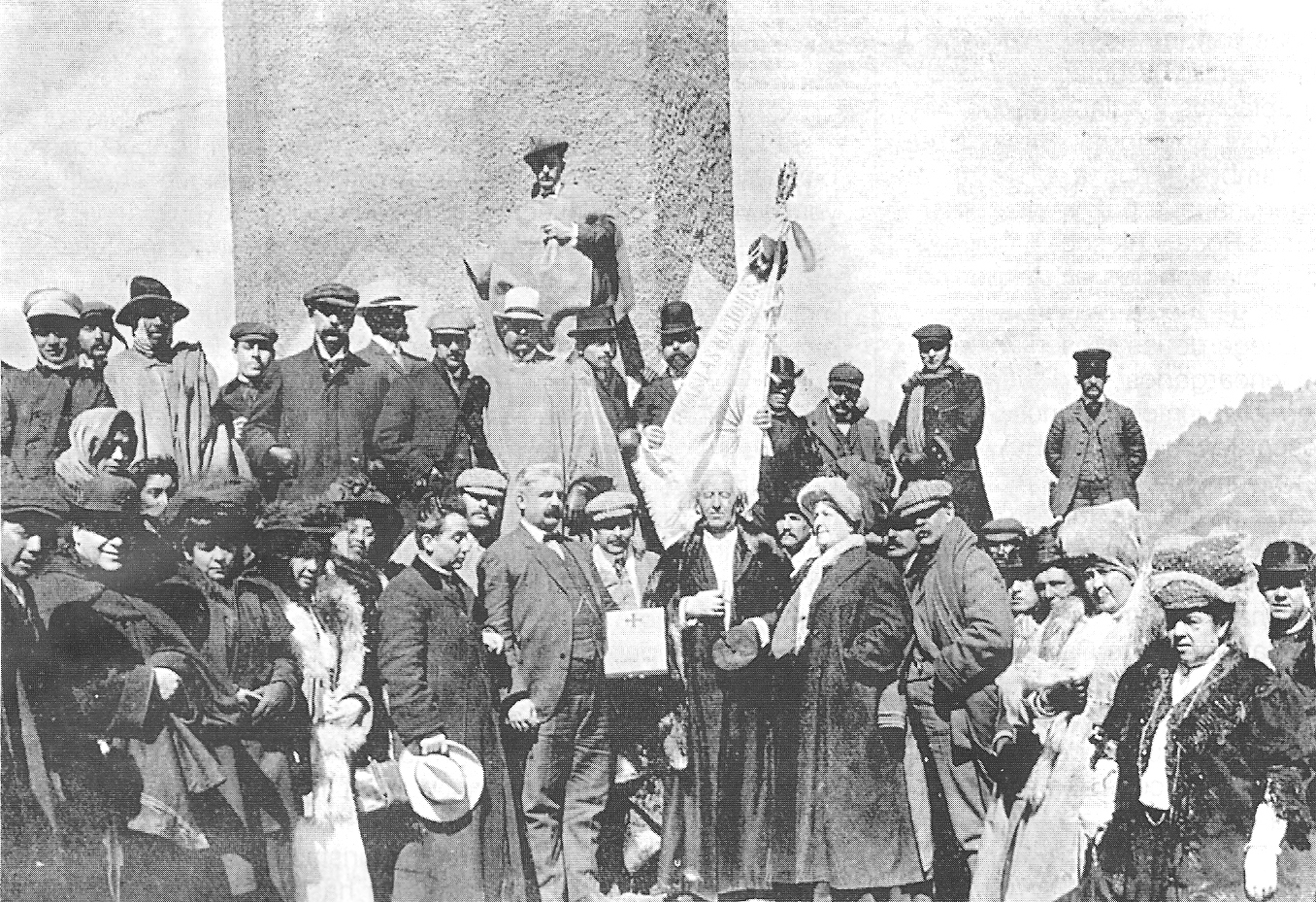
Nesta foto, de 1908, podem serem vistos Marcolino Benavente e Ángela de Oliveira (centro abaixo) em frente à pedra fundamental de um refúgio de viajantes, que nunca seria feito

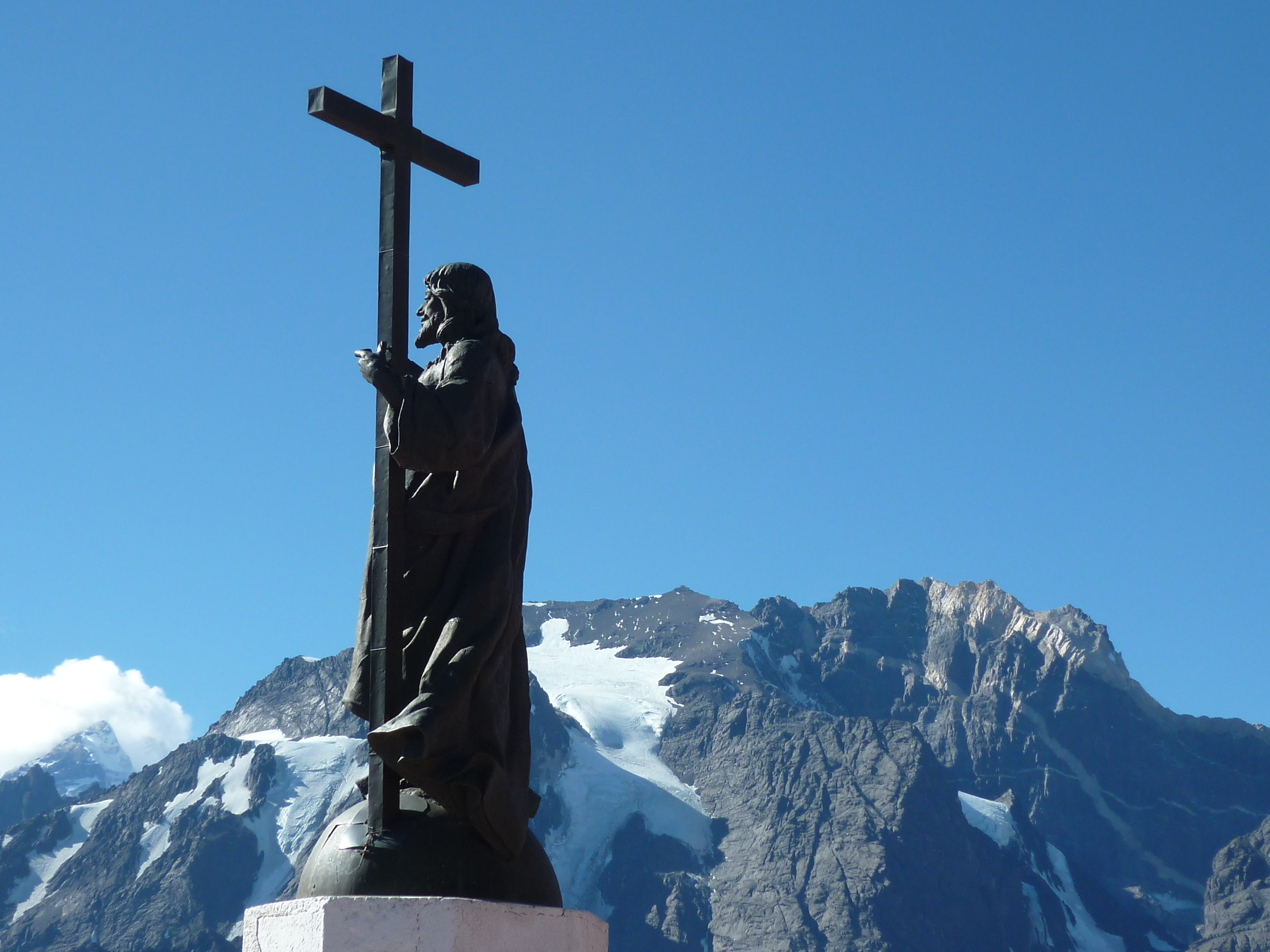
Vista lateral do monumento

Na véspera da inauguração, as forças argentinas que participariam do evento se concentraram em Las Cuevas. Estavam formados pelo Regimento I de Artilharia de Montanha, uma companhia dos 2º de Caçadores dos Andes, e pela Banda de Música 10 da Infantaria de Buenos Aires.
No balneário termal Puente del Inca, no rio Las Cuevas, o hotel estava lotado e também havia cerca de 200 pessoas do lado de fora, em tendas.
Na manhã de 13 de março de 1904, apesar do lugar inóspito, tanto a delegação argentina quanto as pessoas que quiseram presenciar o evento chegaram de trem a Las Cuevas. Estavam presentes correspondentes de diversos jornais e também das empresas telegráficas do Pacífico, da Europa, da América Central e do Sul instalaram seus escritórios em tendas, junto com um grande número de fotógrafos. Estima-se que 3.000 pessoas estiveram presentes no evento.
Uma vez em Las Cuevas, as tropas e os demais subiram com dificuldades no lombo de mulas ao local onde o Cristo estava pronto para a inauguração. Às 9 horas eles alcançaram o cume, e uma hora depois chegaram as tropas chilenas. As tropas argentinas colocaram-se ao lado chileno diante de Cristo e cantaram o  Hino Nacional do Chile; inversamente, as tropas chilenas deslocaram-se ao lado argentino para executar o  Hino Nacional do vizinho. Feito isso, os exércitos de ambos os países, que há pouco tempo deveriam ter se destruído mutuamente, dispararam pacificamente as 21 salvas regulamentares juntos. O povo  explodiu em aplausos e vivas, vivendo com igual entusiasmo por todo o Chile, Argentina, La Paz e os presidentes, de ambos os países: o general argentino Julio Argentino Roca e o chileno Germán Riesco, não puderam comparecer à homenagem, mas os ministros das Relações Exteriores, Raimundo Silva Cruz, pelo Chile, e José Antonio Terry, pela Argentina também estiveram presentes o Arcebispo de Buenos Aires, Mariano Antonio Espinoza, os bispos Monsenhor Benavente da  San Juan de Cuyo (Argentina) e Monsenhor Ramón Ángel Jara da Diocese de San Carlos de Ancud (Chile).
O véu que cobria o Cristo foi então removido e 21 novas salvas foram executadas. Na pomposa cerimônia, duas placas foram colocadas em seu pedestal: uma do Círculo de Obreros Católicos do Chile e outra fundida nas oficinas do Arsenal de Guerra da Argentina, também obra de Mateo Alonso. Esta placa mostra um livro aberto no qual duas senhoras em trajes gregos, simbolizando o Chile e a Argentina, se abraçam. Uma inscrição em latim diz:  Ipse est pax nostra qui facit utraque unum  (Pois ele é a nossa paz, que fez um de ambos os povos).  A frase evoca a Epístola aos Efésios de São Paulo, 2.14:  Ele é a nossa paz, derrubando o muro que nos separava  . Para representar as mulheres, o escultor inspirou-se nos retratos de Ângela e da esposa do Ministro das Relações Exteriores do Chile, Raimundo Silva Cruz. Mas Silva não gostou da ideia. Angela comunicou sua preocupação a Roca sobre isso, ao que o político popularmente apelidado de raposa respondeu: " No se preocupe señora; se le va a pasar al petiso ".
Após vários discursos, uma missa foi celebrada, e o Bispo Jara pronunciou a frase que seria lembrada muitas vezes:
 Y cuando las futuras generaciones suban por estos desfiladeros, conducidos por brazos del vapor, no encontrarán, como en las Termópilas]], escrito con sangre en las desnudas piedras, aquel testamento de los heroicos espartanos: "Aquí rendimos la vida por defender las patrias leyes". Antes bien, llegarán a esta cumbre, y en el bronce de este glorioso monumento verán grabada con caracteres de fuego una leyenda sublime: "Se desplomarán primero estas montañas, antes que argentinos y chilenos rompan la paz jurada a los pies del Cristo Redentor".(E quando as gerações futuras escalarem esses desfiladeiros, guiadas por armas de vapor, elas não encontrarão,  como nas Termópilas, escrito com sangue nas pedras nuas, aquele testamento dos heróico espartanos: " Aqui damos nossas vidas para defender as leis da pátria ". Em vez disso, eles chegarão a este cume, e no bronze deste glorioso monumento eles verão uma lenda sublime gravada com caracteres de fogo: " Estas montanhas desabarão primeiro, antes que argentinos e chilenos quebrem a paz jurada aos pés de Cristo o Redentor  "). —   Monsenhor Ramón Ángel Jara, Bispo da Diocese San Carlos de Ancud, 13 de março de 1904.
Houve um banquete e foram distribuídos cartões-postais e medalhas. No anverso deles estava gravada a frase de Paul Groussac:  Servabo pacem in finibus vestris  (preservarei a paz em suas fronteiras).
A retirada ocorreu às 13 horas, quando começou a soprar um forte vento, que quase causou uma tragédia quando o carro que conduzia o ministro chileno e o governador da província de Mendoza quase caiu de um penhasco.

### Eventos posteriores

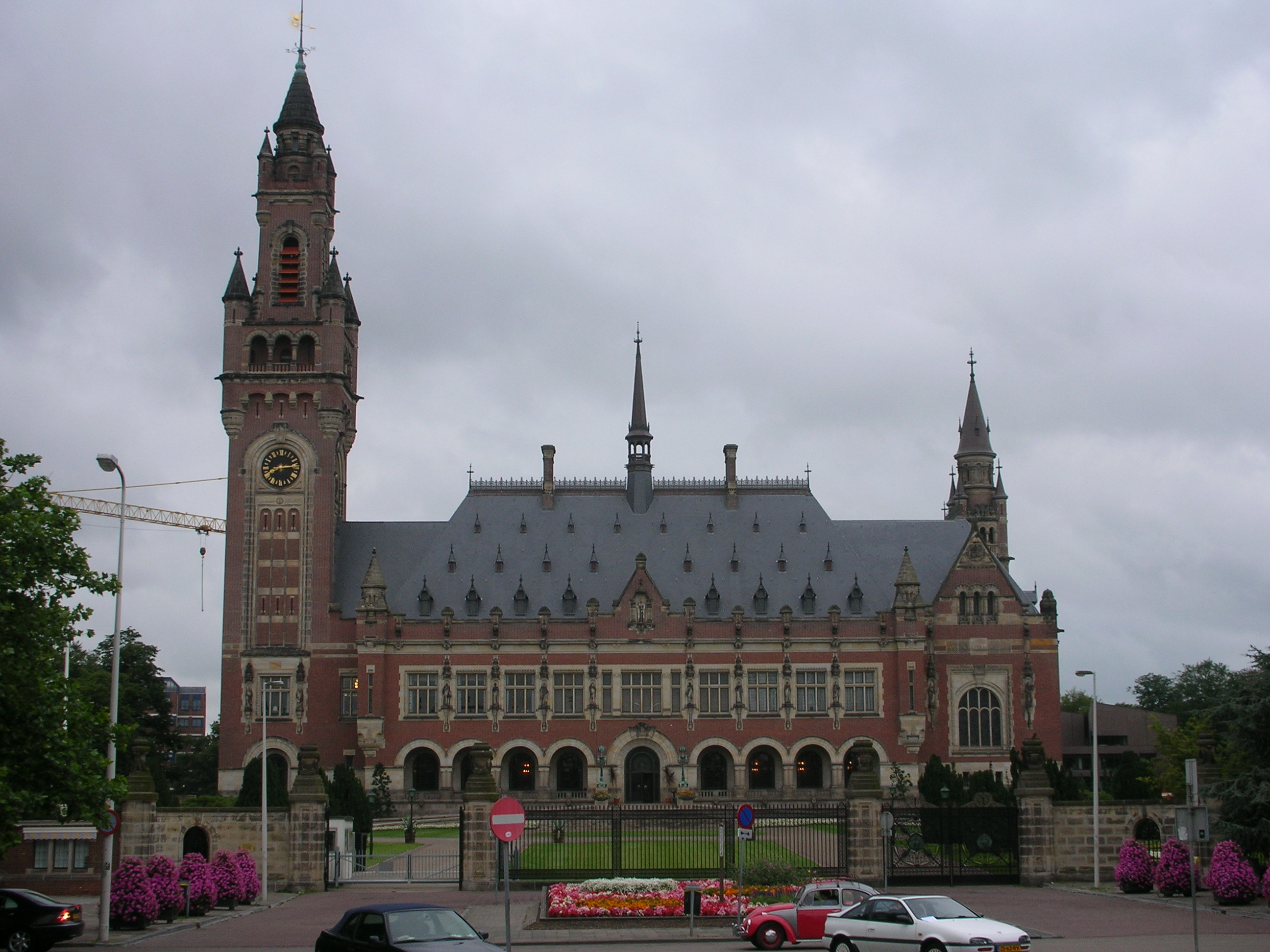
O Palácio da Paz, em Haia, possui uma réplica do Cristo Redentor dos Andes

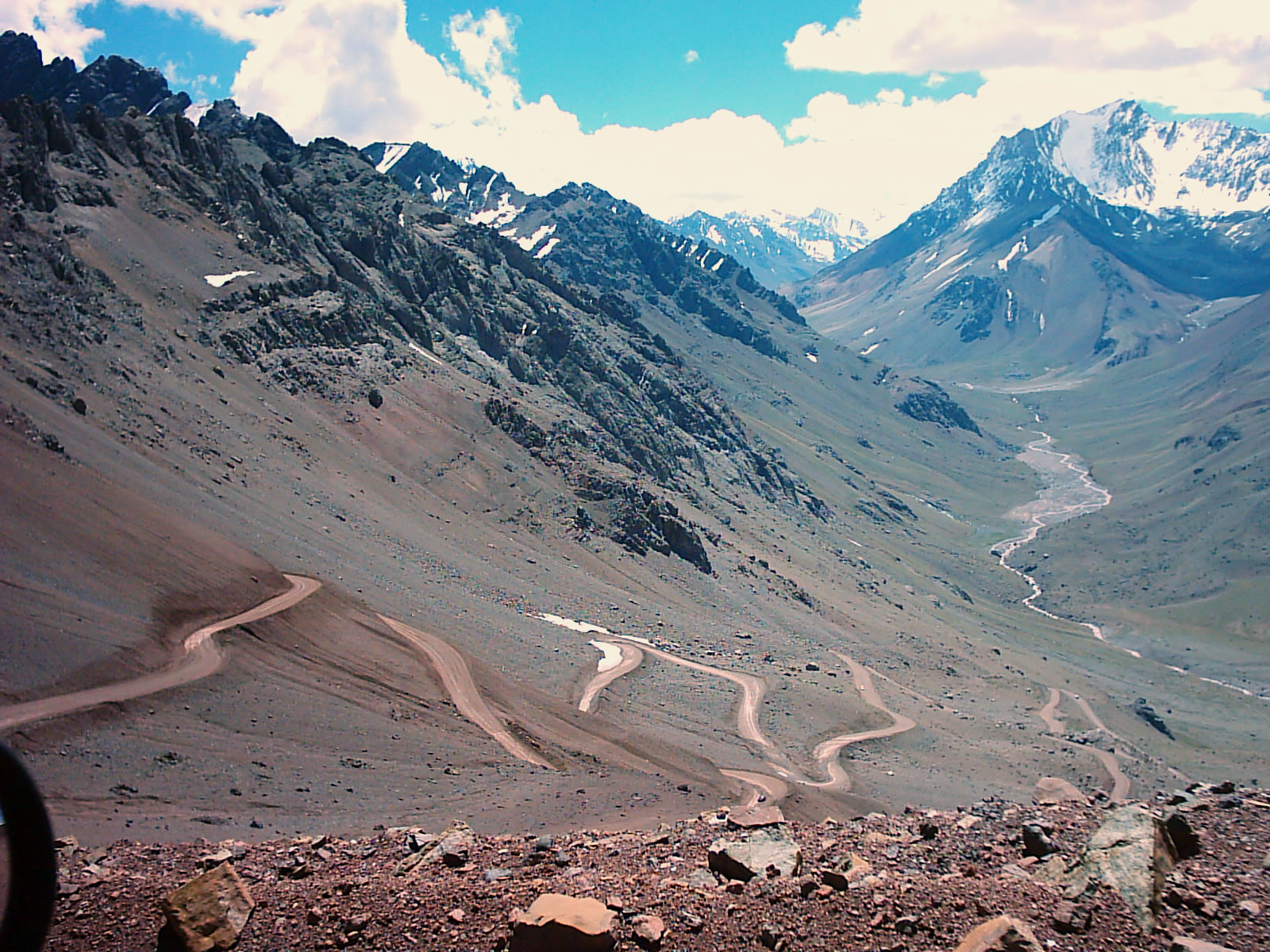
Caminho para o Cristo Redentor, lado argentino

Ángela de Oliveira Cézar, após a transferência de Cristo, criou a South American Peace Association. Ela também escreveu um livro chamado " El Cristo de los Andes" . Recebeu reconhecimentos de diferentes partes do mundo, incluindo o czar da Rússia,  Nicolau II. Em 1905, nos Estados Unidos, onde o evento havia sido muito falado, o presidente do Conselho de Paz de Nova York, Andrew Carnegie, foi solicitado a insistir no Congresso para que se reunisse em Haia pedir que estátuas semelhantes sejam erguidas nas fronteiras de outras nações cristãs, de modo que nenhuma guerra seja declarada entre elas.
Em 1907, Ângela pediu ao Ferrocarril Buenos Aires al Pacífico que doasse um terreno para colocar nelas uma ermida de refúgio para passageiros, um correio e instalar um mosteiro Cisterciense , uma sala de ajuda e um observatório sísmico. A ferrovia doou o terreno e incluiu uma redução drástica nas taxas de frete. No entanto, o abrigo nunca se materializou. Mas Angela conseguiu, a pedido do Carnegie acima mencionado, que uma réplica do Cristo feita ad honorem pelos franceses Lagae, fosse colocada na sala de arbitragem do Palácio da Paz em Haia. Isso foi feito em 1913, apesar do fato de que a ideia estava prestes a desmoronar no último momento, já que o reitor do corpo diplomático  turco não queria que sobre um edifício internacional fosse colocado um símbolo de certa religião. Ciente do triunfo argentino, a Rainha Guillermina da Holanda foi ver Cristo no palácio. E Ângela foi recebida pelo Papa Pio X (que não tinha sido recebido na inauguração do palácio devido ao anticlericalismo que existia então nas relações internacionais), que lhe disse: "¡Hija mía, donde no han dejado entrar al papa, tú has hecho entrar a Cristo!" (filha minha, onde não deixaram entrar o papa, tu fizeste entrar o Cristo!).
Ângela foi candidata ao Prêmio Nobel da Paz e quando a Primeira Guerra Mundial começou, ela coletou assinaturas para pedir ao Presidente dos Estados Unidos que cessasse o fogo. Morreu aos 83 anos em Buenos Aires e seus restos mortais estão no cemitério de Olivos.
Anos depois, o clima inclemente destruiu a cruz de Cristo. Esta peça foi restaurada em 1916, aproveitando o bronze original da peça para cunhar medalhas comemorativas do evento de 1904.
Várias placas comemorativas foram adicionadas ao longo do tempo, incluindo uma colocada em 17 de janeiro de 1937 pelo Rotary Club de Uruguai, Chile e Argentina com a inscrição da frase dita no dia da posse pelo Bispo de San Carlos de Ancud, Ramón Ángel Jara: " Estas montanhas desabarão primeiro, antes de ... ".
O Cristo se tornou um ícone da serra, e ainda hoje se oferecem viagens turísticas para visitá-lo.
O desejo de que a paz entre os dois países fosse eterna quase se desfez por volta de 1978, quando os governos ditatoriais de Augusto Pinochet, no Chile, e Jorge Rafael Videla, na Argentina, se aproximaram a liderar os países para a guerra, porque eles não podiam concordar no chamado Conflito de Beagle. A possibilidade de tal guerra foi diluída graças à  mediação do papa, naquela época João Paulo II, que havia sido consagrado como tal precisamente naquele ano. Em novembro 1984 foi assinado o Tratado de Paz e Amizade entre Argentina e Chile, encerrando a disputa.
Em 1993 a estabilidade da obra estava em perigo porque o clima e os movimentos sísmicos haviam danificado o terreno. O governo de Mendoza fez reparos no monumento e nos dois únicos prédios próximos, que já foram usados como estações meteorológicas.
Em 20 de março de 2000, a província de Mendoza o declarou “Bem do Patrimônio Cultural da Província de Mendoza” e em 4 de dezembro de 2003 a Câmara de Deputados da Nação Argentina declarou a obra  Monumento Histórico Nacional y Patrimonio Cultural de la Nación.
Em 13 de março de 2004, o presidente argentino Néstor Kirchner e seu contra-parte do Chile, Ricardo Lagos, se reuniram junto ao Cristo para celebrar o centésimo aniversário da inauguração do monumento, acompanhados pelos núncios apostólicos dos respectivos países. No ato, eles reafirmaram "el compromiso solemne de hermandad entre ambas naciones" (o compromisso solene de irmandade entre ambas as nações).
Uma semana depois, em memória da missa celebrada em 1904 por Monsenhor Jara para a inauguração, delegações chilenas e argentinas chegaram ao pé do monumento para uma  Missa presidida pelo Arcebispo de Mendoza, Mons. Josemaría Arancibia e concelebrada pelo Bispo de San Felipe de Aconcagua, Mons. Cristián Enrique Contreras Molina O. de M. Estes bispos dirigem as dioceses que fazem fronteira entre as duas nações.
A partir de 15 de janeiro de 2008 e pelos próximos 10 dias, os Escoteiros da Argentina e do Chile cruzaram a pé da Argentina ao Chile pela passagem do Cristo Redentor. A viagem começou na cidade de Las Cuevas, Argentina, e terminou na cidade chilena de Valparaíso. O principal objetivo da travessia foi fortalecer os laços de fraternidade e paz entre os dois países. Delegações escoteiras do Brasil, Bolívia, Paraguai, Peru e Uruguai foram convidadas para o evento.
Os Jovens Meninos do Movimento de Schoenstatt também realizam uma peregrinação chamada Cruzada de Maria, que começa no Santuário de Schoenstatt de La Puntilla em Mendoza, ao Santuário Bellavista de Schoenstatt, em La Florida, Santiago do Chile; as duas últimas foram em 2014 e 2012.
Entre janeiro e fevereiro de 2010, no contexto das celebrações do  Bicentenário da Revolução de maio de 1810 e do Bicentenário do Chile, os exércitos de ambos os países recriaram a façanha de cruzar os Andes comandados pelo general José de San Martín em 1817 para tornar o atual território chileno independente da coroa espanhola. Ao chegar aos pés do monumento do Cristo Redentor, a expedição conjunta composta por mais de uma centena de soldados se reuniu em duas colunas e realizou um ato de lembrança desse feito.

## Localização geográfica

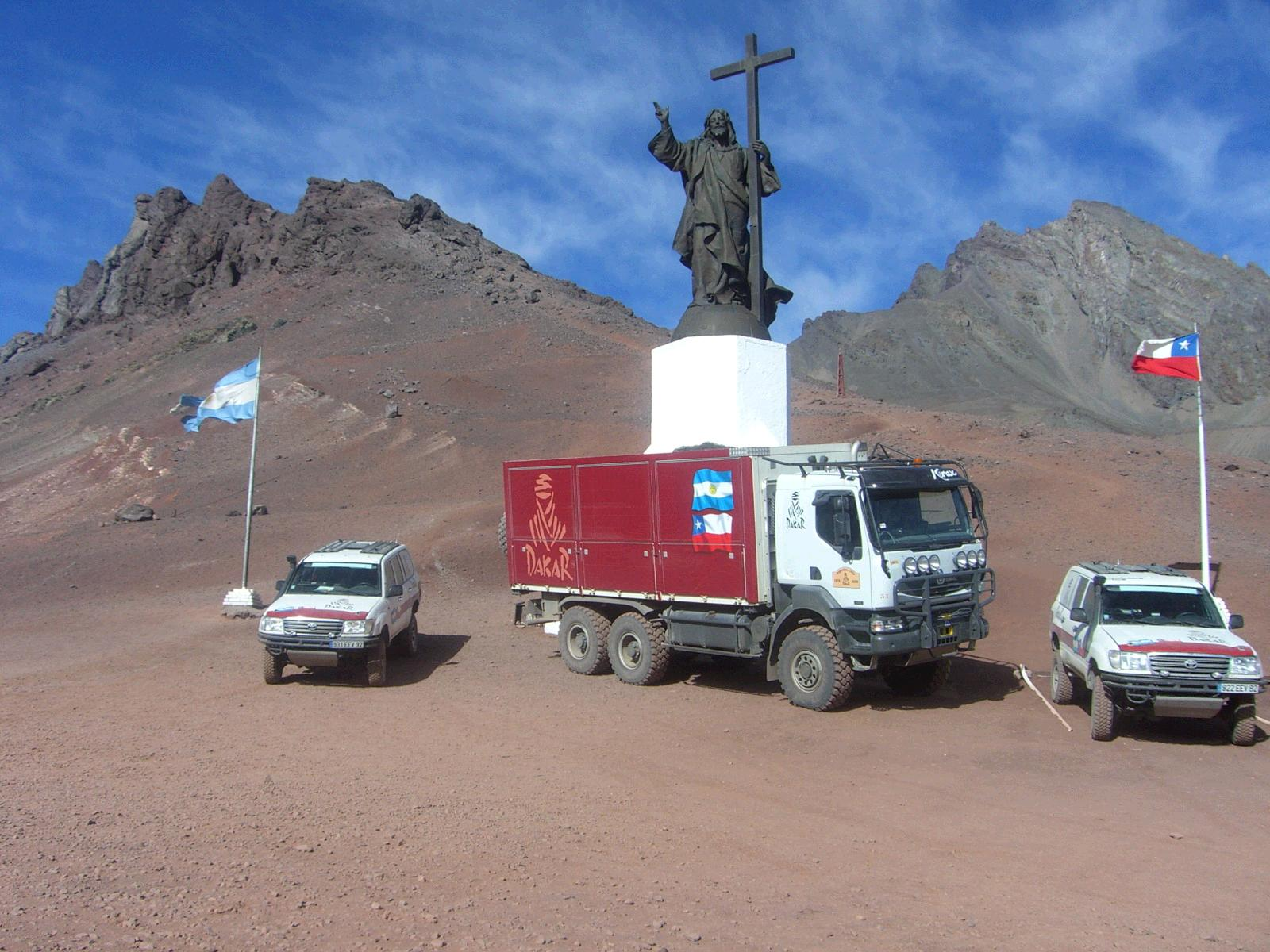
O Rally Dakar 2009 passou pela área de Cristo.

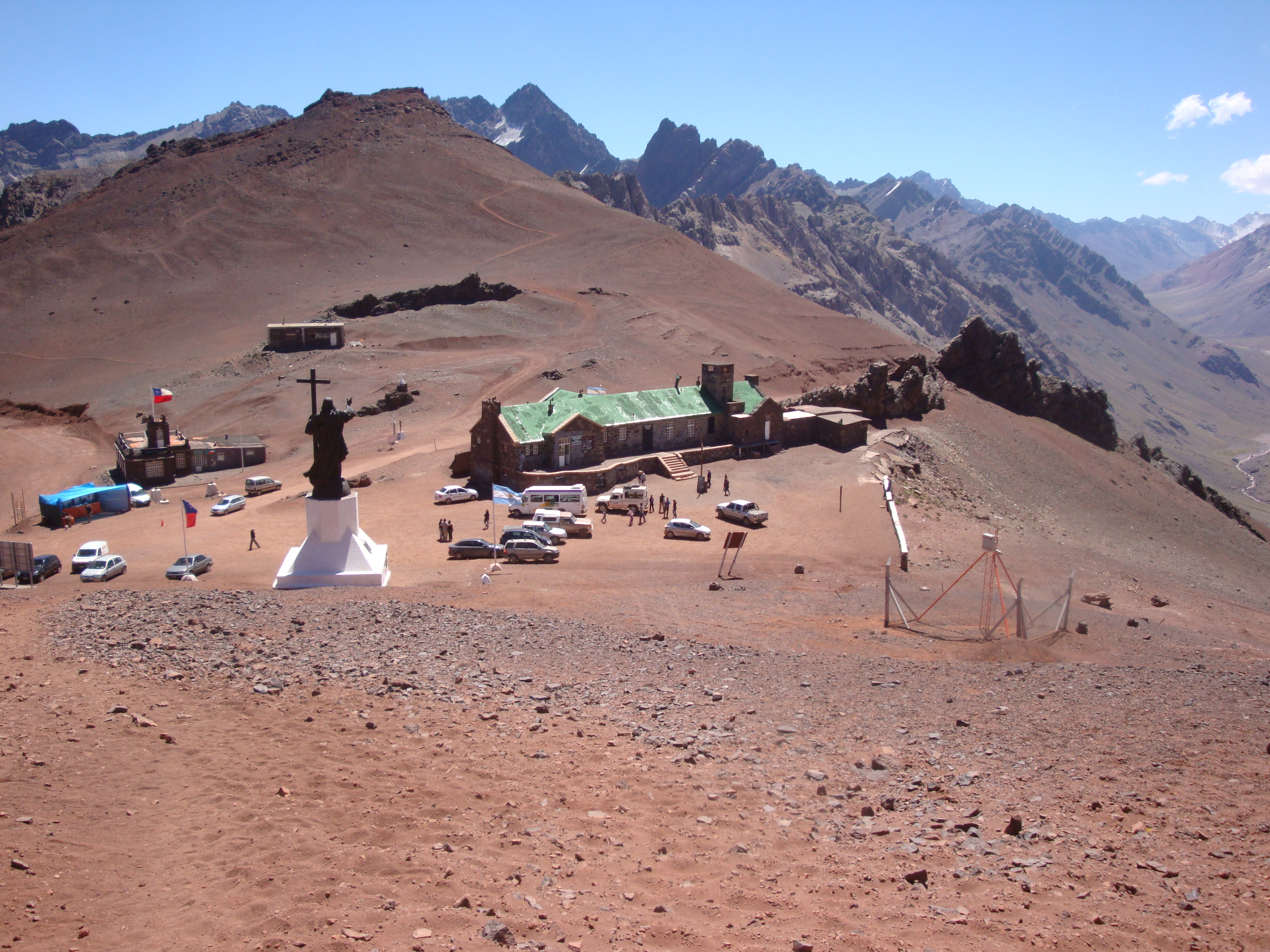
Cristo visto por trás e de cima; além disso, os edifícios de ambos os países

O monumento fica na passagem Uspallata ou paso de la Cumbre, que recebeu esse nome por ser o ponto mais alto do cruzamento entre a cidade de Mendoza e o Chile. Também conhecido como Paso Iglesia (no lado chileno) e Bermejo (Vermelho) no argentino, devido à cor vermelha dominante das montanhas ali. Claro, ele também é conhecido como o passo  'Cristo Redentor'  e não é mais usado como uma rota entre os dois países desde 1980, quando o Paso Internacional Los Libertadores foi construído.
A passagem é formada por dois portões contíguos, entre a cidade argentina de Uspallata e a cidade chilena de Los Andes. A localidade mais próxima é a cidade argentina de Las Cuevas (32° 48′ S, 70° 01′ O) com menos de 20 habitantes permanentes. As temperaturas no inverno às vezes chegam a -30 ºC.
De Las Cuevas começa uma estrada sinuosa de 9 km que sobe 1 km e leva ao Cristo. Só é acessível durante o verão, quando não neva. É um caminho de cornija, íngreme em rocha e cascalho, no meio da grande paisagem da serra, que antigamente era o caminho obrigatório entre Uspallata e a cidade chilena de Juncal, até a construção do túnel do Cristo Redentor perto de Las Cuevas. A 50  m desta velha estrada, na encosta de uma colina coberta com abundante material solto, a 3.854 m, rodeada por dois edifícios baixos de pedra que outrora abrigavam estações meteorológicas e diminuíam pelas imponentes montanhas , o maior símbolo de fraternidade entre Argentina e Chile está localizado.
O acesso do lado chileno é permitido para veículos off-road; automóveis por sua própria conta e risco. O desvio para o Cristo Redentor fica do lado direito da entrada, do lado chileno do túnel internacional. Também pode ser escalada a pé. O formulário da polícia internacional deve ser preenchido na alfândega chilena e o pedágio de retorno é gratuito se a alfândega não tiver sido liberada na Argentina.

## Clima
Do lado argentino existe um minúsculo povoado onde funcionou uma estação meteorológica SMN, que detém o recorde de ser a única com temperatura anual negativa em toda a América Latina e no Hemisfério Sul (temperatura média anual de -1,8º C) no período de 1941 a 1960 e a temperatura média anual de -1,5º C ao longo da história da estação.
| Dados climatológicos para Las Cuevas                                                                                        | Dados climatológicos para Las Cuevas | Dados climatológicos para Las Cuevas | Dados climatológicos para Las Cuevas | Dados climatológicos para Las Cuevas | Dados climatológicos para Las Cuevas | Dados climatológicos para Las Cuevas | Dados climatológicos para Las Cuevas | Dados climatológicos para Las Cuevas | Dados climatológicos para Las Cuevas | Dados climatológicos para Las Cuevas | Dados climatológicos para Las Cuevas | Dados climatológicos para Las Cuevas | Dados climatológicos para Las Cuevas |
| Mês | Jan                                  | Fev                                  | Mar                                  | Abr                                  | Mai                                  | Jun                                  | Jul                                  | Ago                                  | Set                                  | Out                                  | Nov                                  | Dez                                  | Ano                                  |
| --- | ------------------------------------ | ------------------------------------ | ------------------------------------ | ------------------------------------ | ------------------------------------ | ------------------------------------ | ------------------------------------ | ------------------------------------ | ------------------------------------ | ------------------------------------ | ------------------------------------ | ------------------------------------ | ------------------------------------ |
| Temperatura máxima recorde (°C)                                                                                             | 20                                   | 17,5                                 | 14,9                                 | 13,8                                 | 10,9                                 | 8,6                                  | 6,8                                  | 9,5                                  | 10                                   | 10,5                                 | 13,1                                 | 15,3                                 | 20                                   |
| Temperatura máxima média (°C)                                                                                               | 10                                   | 9,8                                  | 7,2                                  | 3,4                                  | −0,5                                 | −3,1                                 | −3,5                                 | −2,9                                 | −1                                   | 0,7                                  | 4,5                                  | 8,3                                  | 2,7                                  |
| Temperatura média (°C) | 4                                    | 3,7                                  | 1,8                                  | −0,6                                 | −3,9                                 | −6,4                                 | −7,1                                 | −6,7                                 | −5                                   | −3,3                                 | −0,4                                 | 2,8                                  | −1,8                                 |
| Temperatura mínima média (°C)                                                                                               | −0,3                                 | −0,5                                 | −2,1                                 | −4,1                                 | −7,0                                 | −9,8                                 | −11,0                                | −10,4                                | −8,9                                 | −6,9                                 | −3,9                                 | −1,9                                 | −5,5                                 |
| Temperatura mínima recorde (°C)                                                                                             | −8,0                                 | −10,1                                | −15,5                                | −14,1                                | −19,0                                | −21,3                                | −27,8                                | −22,3                                | −21,0                                | −18,0                                | −15,2                                | −12,7                                | −27,8                                |
| Fonte: Estación Meteorológica de Cristo Redentor - SMN: Estación Meteorológica de Cristo Redentor - Datos Período 1941-1960 |                                      |                                      |                                      |                                      |                                      |                                      |                                      |                                      |                                      |                                      |                                      |                                      |                                      |

## Bibliografía
- Fabián y Ariel Sevilla (2004). «Cien años de paz: El Redentor de los Andes». Todo es Historia (440). ISSN 0040-8611 , págs. 48-60
- Luna, Félix (1994). Soy Roca, págs. 328, 331 y 332. [S.l.]: Buenos Aires: Sudamericana. ISBN 987-566-076-0
- Hebe Clementi. «El Cristo de los Andes». Todo es Historia (345)
- «Recordaron los 105 años del monumento al Cristo Redentor » (em espanhol). diariouno.com.ar. 8 de fevereiro de 2010. Consultado em 1 de maio de 2021. Cópia arquivada em 28 de fevereiro de 2010